# Disgerminoma

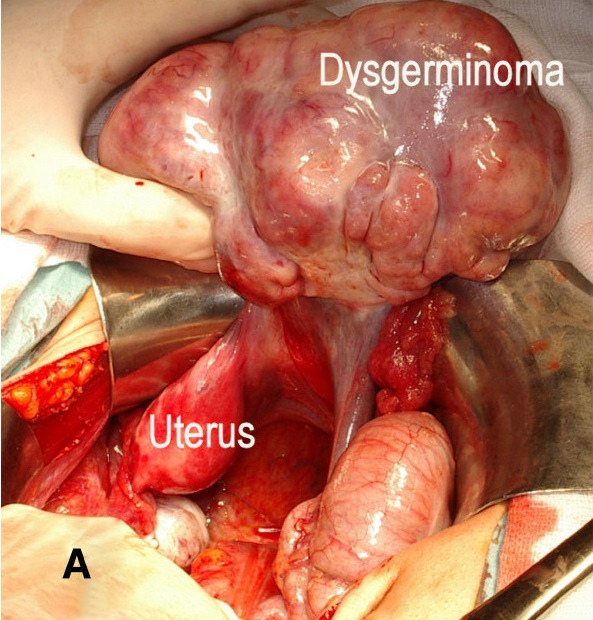
Extracción de un disgerminoma en una cirugía abierta

El disgerminoma es el tipo más común de tumor maligno de células germinales ovárico, homólogo al seminoma de los testículos. Constituye el 2 % de los tumores de ovario, el 33 % de los tumores malignos de células germinales y, de esta clase, el más habitual entre las personas con anomalías cromosómicas o fallos en el desarrollo gonadal —pero, teniendo en cuenta en total, solo el 5-10 % ocurren en estos—. La máxima incidencia se produce en la segunda y tercera década de la vida. Es unilateral con una frecuencia del 80-90 %.
Los síntomas son inespecíficos, destaca el dolor abdominal, masa abdominopélvica palpable, pero también disuria, saciedad y micción frecuente. Metastatiza por vía linfática a los ganglios parailíacos y paraaórticos y, más adelante, por vía hematógena a pulmones, hígado y huesos, entre otros órganos.

## Anatomía patológica

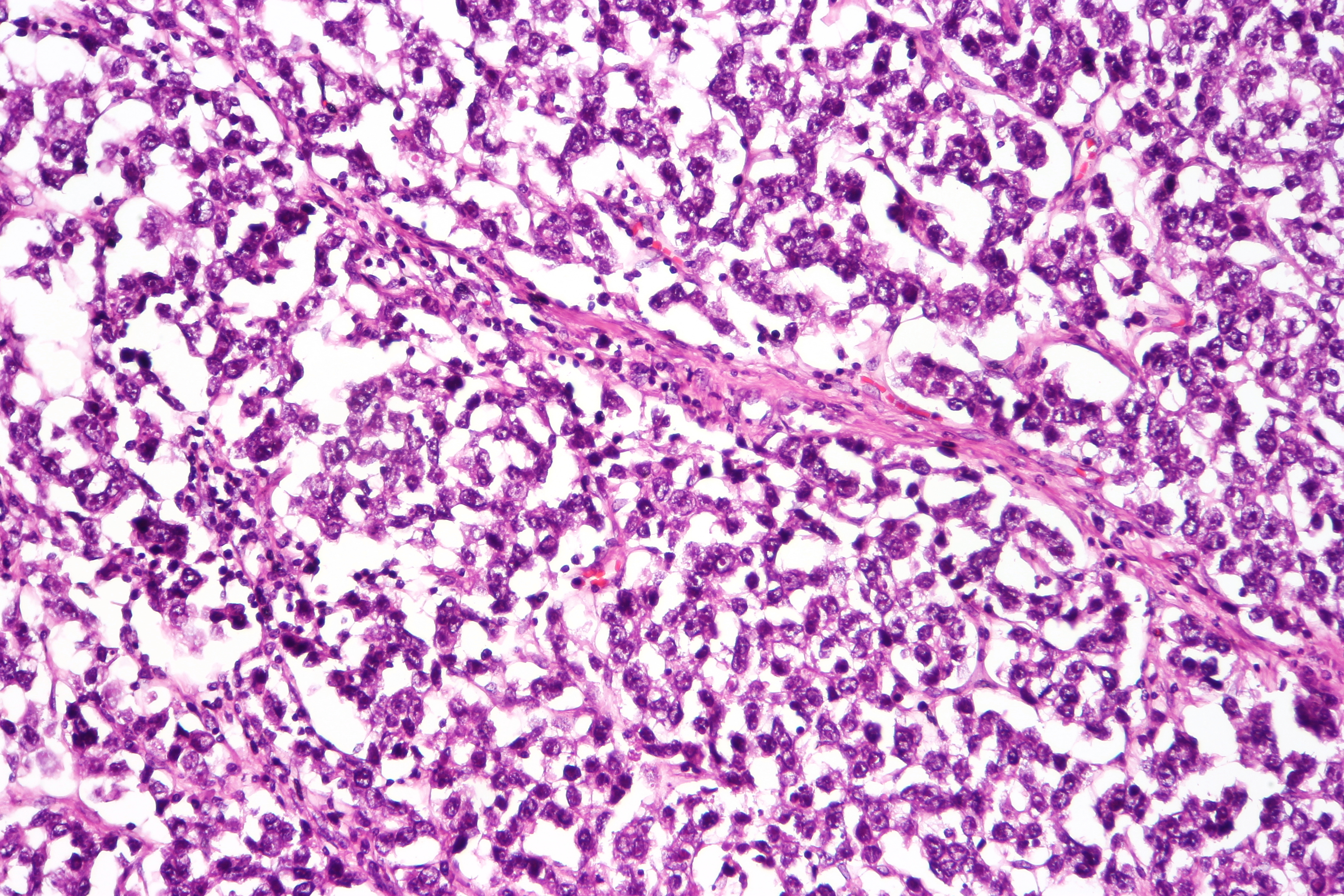
Micrografía de un disgerminoma visto al microscopio óptico. Tinción de hematoxilina-eosina.

Las células del disgerminoma se agrupan en cordones o sábanas, tienen un citoplasma claro con un núcleo central, liso, con cromatina granular y nucléolos evidentes. El estroma se compone de bandas fibrosas que contienen linfocitos y, en menor cantidad, histiocitos, sincitiotrofoblasto y granulomas. Las células del sincitiotrofoblasto producen gonadotropina coriónica humana (hCG). En cuanto a su inmunohistoquímica, suelen ser positivos para SALL4 y OCT3/4, pero, a diferencia de otros carcinomas de células claras, son negativos para EMA y casi siempre para queratinas.
Macroscópicamente se trata de una masa sólida gris o gris amarillento con una cápsula fina que crece rápidamente. Tiene consistencia suave al corte.

## Tratamiento
Cuando se diagnostica en estadio Ia se realiza una salpingooforectomía uniteral para extirparlo, pero cuando está más avanzado se complementa con quimioterapia adyuvante, normalmente con bleomicina, etopósido y cisplatino. En el seguimiento se realizan exploraciones pélvicas y medición de los marcadores tumorales (hCG, LDH y alfa-fetoproteína). También es un cáncer radiosensible. El pronóstico es bueno, la supervivencia a cinco años es del 96 % si el tumor solo se encuentra en el ovario y del 63 % si se ha extendido, con una supervivencia general mayor del 80 %.